# Имя (в российском праве)
Имя (в российском праве) — занесенные в офциальные документы сведения, индивидуализирующие человека. В настоящее время, как правило, имя состоит из фамилии, личного имени и отчества. Правила официального именования человека в России менялись в зависимости от эпохи. До введения всеобщей паспортизации могли зависеть от национальности, сословия, вероисповедания.
Присвоение имени новорожденному, перемена имени производится путем записи актов гражданского состояния. В дореволюционной России с 1702 года имена регистрировались в метрических книгах, замененных после революции на актовые (реестровые) книги.

## Право на имя
Право на имя — неотчуждаемое субъективное право, является личным неимущественным правом, возникает с рождения у любого человека. Как один из институтов авторского пра́ва, право на имя в России охраняется бессрочно и такая охрана не прекращается даже по прошествии 70 лет после смерти автора, в отличие от исключительного пра́ва.

## Имя гражданина
Согласно законодательству России, гражданин приобретает и осуществляет права́ и обязанности под своим именем, включающим фамилию и собственно имя, а также отчество, если иное не вытекает из закона или национального обычая.
Имя несовершеннолетнему ребёнку даётся по соглашению родителей, отчество присваивается по имени отца, если иное не предусмотрено законами субъектов Российской Федерации или не основано на национальном обычае. Фамилия ребёнка определяется фамилией родителей. Если отцовство не установлено, имя ребёнку даётся по указанию матери. Изменение имени и (или) фамилии ребёнка, достигшего возраста десяти лет, может быть произведено только с его согласия.
Информация об имени ребёнка записывается в свидетельстве о рождении, которое в дальнейшем при получении паспорта или перемене имени может служить свидетельством идентичности человека — помимо данных об имени туда вносится информация о месте и дате рождения и именах родителей. При достижении 14-летия гражданин получает паспорт.
В случаях и в порядке, предусмотренных законом, гражданин может использовать псевдоним (вымышленное имя). Согласно закону от 19 июля 1995 года, гражданин имеет право использовать или разрешать использовать произведение под подлинным именем автора, псевдонимом либо без обозначения имени, то есть анонимно. Закон предоставляет автору право выбирать, как будет обозначено его имя (в том числе и последовательность указания имени, отчества и фамилии) на переплёте издания, в выходных данных, в титрах и т. д. — полностью (имя, отчество, фамилия), в сокращённом варианте (имя, фамилия) или с инициалами.
В России в бланках на заполнение данных о человеке обычно указывается сокращение типа «ФИО (фамилия, имя, отчество)», «Фамилия, И. О.», задающее подробность и последовательность записи.
Закон не обязывает гражданина регистрировать псевдоним, но и не запрещает его регистрацию в качестве товарного знака. Так, например известная писательница Александра Маринина (настоящее имя — Марина Анатольевна Алексеева) в декабре 2003 года получила Свидетельство о регистрации в Государственном реестре товарных знаков и знаков обслуживания РФ товарных знаков «Александра Маринина», «Каменская» и «Настя Каменская». А в 2008 году певец Виктор Белан, выступающий под псевдонимом Дима Билан, поменял имя в паспорте, взяв свой псевдоним в качестве официального имени. Это было сделано из-за претензий продюсерской компании, которая владела правами на псевдоним и не позволяла Билану его использовать.
Приобретение прав и обязанностей под именем другого лица не допускается. Право авторства, право на имя и право на защиту репутации автора охраняются бессрочно.

## Перемена и регистрация имени
Имя, полученное гражданином при рождении, а также перемена имени подлежат регистрации в ЗАГСе.
Гражданин России вправе изменить своё имя в порядке, установленном законом. Перемена гражданином имени не является основанием для прекращения или изменения его прав и обязанностей,
приобретённых под прежним именем.
Российский гражданин обязан принимать необходимые меры для уведомления своих должников и кредиторов о перемене своего имени и несёт риск последствий, вызванных отсутствием у этих лиц сведений о перемене его имени.
Гражданин, переменивший имя, вправе требовать внесения за свой счёт соответствующих изменений в документы, оформленные на его прежнее имя.

## Неправомерное использование имени
Вред, причинённый гражданину в результате неправомерного использования его имени, подлежит возмещению в соответствии с Гражданским кодексом РФ.
При искажении либо использовании имени гражданина способами или в форме, которые затрагивают его честь, достоинство или деловую репутацию, применяются правила, предусмотренные статьёй 152 ГК РФ.